# Pavel Pavlovský
Pavel Pavlovský (* 11. prosince 1944 Praha) je český divadelní a filmový herec, dlouholetý člen činohry Divadla Josefa Kajetána Tyla v Plzni, kde s přestávkami působí od roku 1966. Jeho manželkou je herečka a herecká kolegyně z Divadla J. K. Tyla Monika Švábová.

## Život
Narodil se v Praze, vystudoval obor činoherní herectví na pražské DAMU. Roku 1966 se stal členem činohry Divadla Josefa Kajetána Tyla v Plzni. Absolvoval dvouletou základní vojenskou službu, rok strávil jako člen Armádního uměleckého souboru ČSLA. Sloužil také na vojenském letišti Líně u Plzně, kde zažil leteckou invazi vojsk Varšavské smlouvy v srpnu 1968. V letech 1971 až 1972 působil v Divadle za branou v pražském paláci Adria vedeného Otomarem Krejčou, posléze komunistickým režimem zrušeného. Objevil se ve snímku Vojtěcha Jasného Všichni dobří rodáci z roku 1969, posléze označeného jako trezorový. Kvůli těmto angažmá spolu s jeho politickými postoji byl zahrnut do tajné akce Státní bezpečnosti určené k ekonomické likvidaci politicky nepohodlných osob s krycím názvem Norbert. V letech 1982 až 1989 působil jako člen souboru Realistického divadla v Praze, poté se vrátil do Plzně.
Během sametové revoluce se stal předsedou stávkového výboru Divadla J. K. Tyla a posléze také členem plzeňského Občanského fóra. Během revolučních dnů byl přítomen na každovečerních besedách s občany v divadle.
Zejména po roce 1989 začal být hojně obsazován do hlavních a charakterních rolí v DJKT. Roku 1993 obdržel od Herecké asociace cenu Thálie.